# Tylosaurus
Tylosaurus sp., cujo nome significa "lagarto com protuberância", foi um gênero de réptil marinho mosassaurídeo da ordem dos escamados que viveu durante o período Cretáceo superior. Possuia cerca de 15 metros de comprimento e era um carnívoro voraz. São descendente dos diapsídeos terrestres.
Os Tilossauros são de um grupo de Mosassauros chamado russellessauríneos. Uma das características mais distintivas dos Tilossauros foi a extremidade óssea dura do seu focinho. Ele deveria usar seu focinho como arma de impacto para atordoar a presa. Alguns espécimes foram encontrados com o focinho danificado, o que sugere que tal comportamento acontecia. Entretanto, a extremidade do focinho não era feita de osso sólido, sendo que ela deveria ser, provavelmente, mais frágil do que parece. Como criaturas marinhas modernas, os tilossauros, provavelmente, tinham uma superfície dorsal escura e uma superfície ventral mais clara. Eles se alimentavam de tartarugas, peixes e outros mosassauros. Ele vivia em mares rasos da América do Norte e do Japão.